# Коровинский (вулкан)
Вулкан Коровинский (англ. Korovin volcano) или Коровинская сопка — действующий стратовулкан на северо-востоке острова Атка в системе Алеутских островов. Назван в память о мореходе Иване Коровине, посетившем Алеутские острова в 1762 году на судне «Святая Троица».

## Физико-географическая характеристика
Является высочайшей точкой острова. Высота 1533 метров и почти 7-километров в основном диаметре. Вулкан имеет два кратера на расстоянии 0.6 км. Северо-западный кратер — симметричный и маленький. Юго-восточный кратер окружен стенкой, приблизительно 1 км шириной и несколько сотен метров глубиной.
Потоки лавы и пирокластические скалы включают верхнюю часть стены кратера, основания состоят полностью из потоков лавы. Бирюзовое зелёное озеро заполняет более низкую часть кратера.
Коровинский вулкан граничит с ещё двумя вулканами этого острова и представляет собой продукт последней стадии вулканической деятельности на острове, которая началась возможно 100 000 лет назад.
Восточным склоном возможно пешее восхождение.

## Извержения
C 1750 года зафиксировано 35 извержений.
Самые крупные извержения вулкана происходили в: 1829, 1844,1907, 1951, 1953, 1973, 1976, 1986, 1987, 1996, 1998, 2005, 2006 годах.
На июнь 2007 года сейсмическая деятельность низкого уровня продолжалась.